# Monika Pflug
Monika Pflug, później Holzner i Gawenus-Holzner (ur. 1 marca 1954 w Monachium) – niemiecka łyżwiarka szybka reprezentująca RFN, złota medalistka olimpijska i czterokrotna medalistka mistrzostw świata.

## Kariera
Specjalizowała się w dystansach sprinterskich. Pierwsze sukcesy w karierze osiągnęła w 1972 roku, kiedy zdobyła dwa medale na międzynarodowych imprezach. Najpierw zwyciężyła podczas mistrzostw świata w wieloboju sprinterskim w Eskilstunie, a dwa tygodnie później zdobyła złoty medal w biegu na 1000 m podczas igrzysk olimpijskich w Sapporo. W zawodach tych wyprzedziła bezpośrednio Atje Keulen-Deelstrę z Holandii oraz Amerykankę Anne Henning. Pflug miała wówczas zaledwie 17 lat. Na rozgrywanych cztery lata później igrzyskach w Innsbrucku na tym samym dystansie była szósta, a podczas igrzysk w Lake Placid w 1980 roku zajęła 21. miejsce. Brała też udział w igrzyskach w Sarajewie w 1984 roku, zajmując siódme miejsce w biegu na 500 m i ósme na 1000 m. Ostatni olimpijski występ zanotowała podczas rozgrywanych w 1988 roku igrzyskach w Calgary, gdzie bieg na 500 m ukończyła na siódmej pozycji. W międzyczasie zdobyła jeszcze trzy brązowe medale mistrzostw świata w wieloboju sprinterskim, na MŚ w Oslo w 1973 roku, MŚ w Innsbrucku w 1974 roku oraz MŚ w Alkmaar w 1982 roku. Była też między innymi czwarta podczas wielobojowych mistrzostw Europy w Brandbu w 1973 roku, przegrywając walkę o medal z Niną Statkiewicz z ZSRR.
Zdobyła też szesnaście złotych medali mistrzostw kraju: w wieloboju w latach 1971-1976 i 1981-1982 oraz w wieloboju sprinterskim w latach 1975, 1979, 1981-1984 i 1986-1987.
W 1972 roku w Eskilstunie ustanowiła rekord świata w wieloboju sprinterskim.
W 1974 roku wyszła za mąż za Franza Holznera i od sezonu 1974/1975 startowała pod nazwiskiem Monika Holzner-Pflug. Po rozwodzie i ślubie z niemieckim panczenistą Fritzem Gawenusem w 1984 roku startowała jako Monika Gawenus lub Monika Gawenus-Pflug.

### Mistrzostwa świata
- Mistrzostwa świata w wieloboju sprinterskim
  - złoto – 1972
  - brąz – 1973, 1974, 1982